# Седлиська-Кольонія
Седлиська-Кольонія (пол. Siedliska Kolonia) — село в Польщі, у гміні Замостя Замойського повіту Люблінського воєводства.
У 1975—1998 роках село належало до Замойського воєводства.